# Ebian

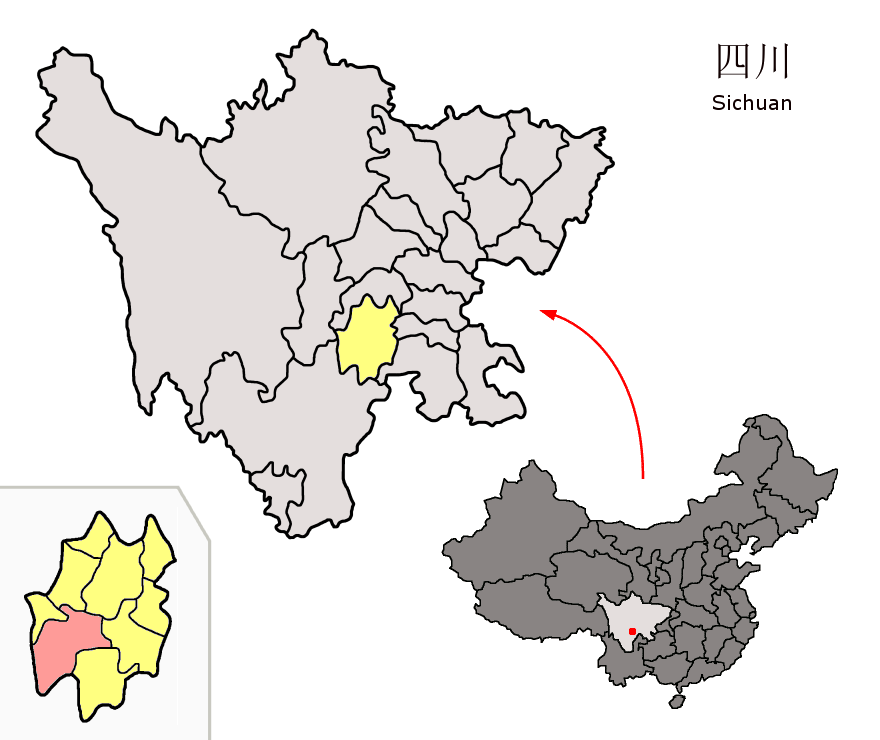
Lage von Ebian in Sichuan

Der Autonome Kreis Ebian der Yi (峨边彝族自治县,  Ébiān Yízú Zìzhìxiàn) ist ein autonomer Kreis der bezirksfreien Stadt Leshan in der chinesischen Sichuan. Er hat eine Fläche von 2.252 km² und zählt 121.554 Einwohner (Stand: Zensus 2020). Sein Hauptort ist die Großgemeinde Shaping (沙坪镇).

## Administrative Gliederung
Auf Gemeindeebene setzt er sich aus sechs Großgemeinden und dreizehn Gemeinden zusammen. 